# Hans Schefe
Hans Schefe (* 24. April 1937 in Hamburg) ist ein deutscher Politiker der SPD und ehemaliges Mitglied der Hamburgischen Bürgerschaft.

## Leben und Politik
Schefe ist gelernter Maschinenschlosser und arbeitete als Hausmeister in Billstedt. 
In den Jahren 1978 bis 2001 saß er in der Hamburgischen Bürgerschaft und war für seine Fraktion unter anderem im Eingabenausschuss, im Ausschuss für Schule, Jugend und Berufsbildung sowie im Ausschuss für Vermögen und öffentliche Unternehmen. Für die Bürgerschaftswahl 1997 war er nur auf Platz 52 der Landesliste geführt, konnte aber trotzdem wieder in die Bürgerschaft einziehen.